# Liga a V-a Vrancea
Liga a V-a Vrancea este o divizie județeană de fotbal a Ligii a V-a pentru cluburi cu sediul în județul Vrancea, România. Competiția este organizată de Asociația Județeană de Fotbal (AJF) Vrancea și este al doilea nivel al fotbalului județean, al cincilea nivel al sistemului de ligi al fotbalului românesc.

## Lista echipelor câștigătoare
| 2012–2013 | Euromania Dumbrăveni |                 |                 |
| 2013–2014 | Șoimii Mircești      |                 |                 |
| 2014–2015 | Șoimii Mircești      |                 |                 |
| 2015–2016 | Tractorul Nănești    |                 |                 |
| 2016–2017 | Sportul Ciorăști     |                 |                 |
| 2017–2018 | Unirea Țifești       |                 |                 |
| 2018–2019 | Voința Răstoaca      |                 |                 |
| 2019–2020 |                      |                 |                 |
| 2020–2021 | Nu s-a disputat      | Nu s-a disputat | Nu s-a disputat |
| 2021–2022 |                      |                 |                 |
| 2022–2023 |                      |                 |                 |
| 2023–2024 |                      |                 |                 |

1. ↑  Sezonul 2020–21 nu s-a disputat din cauza Pandemiei de COVID-19 din România.